# Korijenski pravopis
Korijenski pravopis je popularno ime za tradicionalni hrvatski pravopis kakav je bio u uporabi od sredine 19. stoljeća do početka 20. stoljeća. U službenoj ga je upotrebi 1892. zamijenio Brozov fonološki koncipiran pravopis, a uz neke je iznimke nestao iz opće porabe do kraja 1. svjetskoga rata. Nakratko je oživio, uz protivljenje većine hrvatskih jezikoslovaca, u doba NDH, naredbom poglavnika Pavelića te je svršetkom rata potpuno iščezao iz hrvatskoga pravopisanja osim u pravopisnoj praksi pojedinaca.

## Opća načela i značajke
U pravopisnim se polemikama o hrvatskome pravopisu uglavnom suprotstavljaju dva načela: fonološko (izgovorno, fonemsko, “fonetičko”, glasovno, zvučno) i morfonološko (morfemsko, morfološko, morfofonološko, tvorbeno, kori(j)ensko, “etimološko”). Najčešće su u modernoj upotrebi pojmovi fonološko i morfonološko načelo. Nakon razdoblja prevlasti pretežito morfonološkoga pravopisa, koji je dominirao u hrvatskoj pismenosti do kraja devedesetih godina 19. stoljeća, fonološki, propisan “Hrvatskim pravopisom” Ivana Broza iz 1892., postaje, stjecajem mješavine društvenih, nacionalnoideoloških i političkih okolnosti, prevladavajući hrvatski pravopis, uz kratak prijekid u doba NDH, 1941./1942. – 1945. pa do današnjih dana.
Stjepan Babić je u tekstu objelodanjenom u časopisu “Jezik” naveo tri područja u kojima se razlikuju fonološki i morfonološki pravopis:
1. Jednačenje po zvučnosti
U fonološkome je potkresati, otšetati, potcijeniti, otčepiti, ropski, vrapca, iskoristiti, rasjeći, teško, itd., a u morfonološkome podkresati, odšetati, podcijeniti, odčepiti, robski, vrabca, izkoristiti, razsjeći, težko, itd. Ovdje se vidi da je sadašnji hrvatski standard pretežno fonološki, ali uz udjel morfonološkoga (odšetati, podcijeniti, odčepiti,..).
2. Jednačenje po mjestu tvorbe
U fonološkom: obrambeni, himbeni, čimbenik, stambeni, prehrambeni, itd., a u morfonološkom obranbeni, hinbeni,činbenik, stanbeni, prehranbeni. U praksi je standard potpuno fonološki.
3. Gubljenje suglasnika
fonološki: povijesni, vjesnik, raslinje, godišnji, kazališni, itd., a u morfonološkome: povijestni, rastlinje, godištnji, kazalištni. Također, standard je fonološki.
Tradicionalni hrvatski korijenski pravopis uglavnom je morfonološki, uz neke upise koji su etimološki (obći, kadca,..). Suvremene pravopisne polemike posljedica su svađa i nesuglasica oko oblika književnoga jezika što su se radikalizirale u hrvatskoj javnosti u šezdesetima i sedamdesetima godinama 19. stoljeća, a koje su se manifestirale u sukobu pristaša Zagrebačke škole i drugoga naraštaja tzv. hrvatskih vukovaca ili daničićevaca. Jedno od najučenijih djela o hrvatskome pravopisu, “Naš pravopis” Vatroslava Jagića, objavljeno je 1864. i ta bi se godina, ili čak čitavo desetljeće, mogli uzeti kao ishodište modernih rasprava o hrvatskome pravopisu. Naravno, hrvatska je pravopisna i slovopisna problematika daleko starija: u njoj nalazimo djela poput Đamanjićevog (1639.), Gajeva (1830.), Starčevićeva protivljenja “organičkom” zagrebačkom (ilirskom) pravopisu i “rogatim” i “osedlanim” slovima (1847.) – no, ta djela po svojoj tematici spadaju u pretpovijest modernih raspava o pravopisu jer su njihove prijepornice odavno prihvaćena slovopisna rješenja ili izrazi koje više nitko ne dovodi u pitanje.

## Povijesna dimenzija i dostignuća
Hrvatski je jezik od početaka pisan na glagoljici i ćirilici. Većina su tekstova hrvatske srednjovjekovne književosti, kao i liturgijskih spisa te poslovnih i pravnih povelja i dopisa, do 14. i 15. stoljeća pisani na mješavini fonološkog i morfonološkoga pravopisa, bez nekog reda, ali uz veći udio fonološkoga, kako je crkvenoslavenski jezik hrvatske suvrsti sve više zamijenjivan vernakularom. Jačanje latinične pismenosti koincidiralo je s bujanjem renesansne i barokne književnosti u Dalmaciji i Dubrovniku u 16. i 17. stoljeću, i u tom se surječju više nametalo pitanje slovopisa nego pravopisa, jer su razni krajevi koristili razna slova i skupove slova za iste glasove. Tomu se u 18. st. pridružila i regionalna književnost u Slavoniji. O profilu pravopisa u tim trima stoljećima postoji znakovit pokazatelj u izdanjima edicije HAZU “Stari pisci hrvatski” (v. poveznicu), te ključnim djelima hrvatske filologije Faust Vrančić, Bartol Kašić, Jakov Mikalja). Stjepan Ivšić je godine 1941. pokazao, na primjeru djela Dominka Zlatarića tiskanoga 1597., da u njemu dominira fonološki (“fonetski”) princip (muški, teško, himben, raspa, optekal, oci, usne, rasjekoše, istok, srdžba, slatka, rijetke,..), pa i u oblicima koji nisu ušli u hrvatsku normu (platićeš, hrvacki,..). Iako to nije izrijekom napomenuo u analizi, Ivšić je uvidio da naši stari pisci uglavnom nisu pisali jednačenja u predmetcima završavajućima grafemom “d” : pod-, nad-, od-,..te u sklonidbi (odkud, nadhodi, odtle, podkova, predka, ..), te je predložio doradu hrvatskoga pravopisa uvedbom tih i još nekih morfonoloških propisa.
Nakon Gajeve reforme slovopisa 1835. i prijelaza na štokavštinu, oko godine 1836. počinje prvo razdoblje korijenskoga pravopisa lege artis. Pisci, filolozi i političari kao Gaj, Ivan Mažuranić, Stanko Vraz, Vjekoslav Babukić, Antun Mažuranić, Dimitrije Demeter... pišu uglavnom “etimološkim” pravopisom kako se nazivao korijenski pravopis, a pravopisno načelo su formulirali, usuprot Adelungovu “Piši kao što govoriš” (kojeg je prihvatio Vuk Karadžić) kao “Piši za oko, govori za uho”. Zapravo, te su formule značile jedino to da su hrvatski preporoditelji pokušavali sačuvati nepromijenjenim značenje riječi u preoblikama, što je zbog naravi novoštokavštine i mnogih glasovnih promjena poput palatalizacija postalo u nizu situacija teško ostvarivo (n.pr. pisanje bratja, radostju, ..). 
Većina piše “rogato e”, ě, za jat, ali rabe se i drugi upisi: Matica ilirska izdaje Gundulićeva “Osmana” s upisom jata svugdje kao ie, dok je Ivan Mažuranić promijenio nekoliko pravopisnih stilova, n.pr. u vrhunskoj prozi tog vremena, polemičkom spisu “Hervati Madjarom”, 1848., piše dugi jat kao ije, a kratki kao ie. Međutim, prevladava pisanje iskazano u sljedećim primjerima: věra, perst, bratja, otacah, sladko, sbor, razčistiti, svetčanost, razsjeći, svatba, … U Beču je 1850. održan Bečki književni dogovor, ali on nije imao nekog većeg utjecaja na hrvatski pravopis, iako mu je kasnije pridavan mitski značaj. Sredinom 19. stoljeća standardnojezična situacija u Hrvatskoj još nije jasna, jer iako većina pisaca piše po implicitnoj normi oblikovanoj u Zagrebu, značajna manjina rabi štokavsku ikavicu (n.pr. 1858. – 1861. zadarski kanonik Ivan Matija Škarić izdaje prijevod kompletne Biblije na ikavici), dok Fran Kurelac formira Riječku školu, a Ante Starčević piše privatnim jezikom na ekavici. Međutim, ilirski tip pravopisa s “rogatim e” i arhaičnim oblicima (bratja,  parst, ...) ozakonjuje 1862. ban Ivan Mažuranić kao službeni.
No, taj se jezični propis nije provodio u praksi. Prevladavajući oblik hrvatskoga pravopisanja od šezdesetih godina 19. stoljeća do početka 20. stoljeća bijaše korijenski pravopis kojeg je formulirao Bogoslav Šulek, no nije mu napisao, niti on niti itko drugi do uoči gašenja toga načina pisanja, pravopisni priručnik. Osnovne su mu odlike bile razlikovno pisanje jekavskoga dugoga i kratkoga jata kao ie/je (cielo djelo), odbacivanje pisanja -ar ili -er uz slogotvorni r (prst, grm), umjereni morfonološki pravopis (izpisati, svjedočba, razpad, odkuda, ..), zajedničko pisanje niječnice i glagola (nepiše, negovorim,..), te specifično korijenski, a ne morfonološki, oblici koji su se nekad pisali, a nekad ne (obći, vasda, konjaničtvo, izza, sdrav, sbog, pješačtvo, ..). Tim su pravopisom, koji je flukturao od autora do autora, napose u korijenskim oblicima, napisana iznimno vrijedna djela hrvatske kulture druge polovice 19. stoljeća: Šulekovi monumentalni višesvezačni rječnici, Šenoini, Kumičićevi i Kovačićevi romani, pripovijesti Josipa i Ivana Kozarca, povjesničarska djela Franje Račkoga, veći dio tekstova Tadije Smičiklasa i ranoga Vjekoslava Klaića, politička publicistika Eugena Kvaternika, znanstvena djela Spiridona Brusine itd. 
U posljednjoj četvrtini 19. stoljeća javljaju se orječja pisana miješanim fonološko-morfonološkim pravopisom, posebice kod Tadije Smičiklasa, a kad je i službeno u banskoj Hrvatskoj uveden fonološki Brozov pravopis, stranka braće Radića nastavila je pisati tradicionalnim korijenskim pravopisom i u doba Kraljevine Jugoslavije. Posljednje veliko djelo pisano korijenskim pravopisom, “Prinosi za hrvatski pravno-povjestni rječnik”, magnum opus je Vladimira Mažuranića, predsjednika JAZU/HAZU- golem (oko 1800 stranica) i akribični leksikografski ostvaraj dočet 1920-ih, a pretisnut 1975. u Zagrebu.

## Suton i nestanak korijenskoga pravopisa
Tek što je propisan 1863., korijenski pravopis ilirskoga tipa izložen je učenoj i žestokoj kritici Vatroslava Jagića u opsežnoj studiji “Naš pravopis”, 1864. U njoj se Jagić zalaže za umjereni morfonološki pravopis, napuštanje “rogatoga e”, pisanje dugoga i kratkoga jata kao ie i je, a slogotvornoga r kao r, a ne -ar ili -er, neasimilaciju po zvučnosti u većini slučajeva (odkriti, izpasti,..), ali i jednostavnije pisanje u nekim slučajevima (rasjeći, a ne razsjeći; bezvučno, a ne bezzvučno). Iako su praktički svi pisci i filolozi (Veber Tkalčević, Babukić, Mažuranić, ...) ustali protiv Jagićevih prijedloga, učenost i utemeljenost njegovih argumenata, zasnovanih na indoeuropeistici, grčkom, sanskrtu, poredbenom jezikoslovlju i širokom poznavanju hrvatske pisane baštine na svim trima pismima nije ostala bez odjeka. Ilirski je jezični tip bio načet, a slijedilo je jezično-pravopisno previranje, unatoč opetovanoj Mažuranićevoj naredbi da se ilirski korijenski pravopis propiše kao službeni.  
U sljedeća tri desetljeća, iako se dominantni pravopis u banskoj Hrvatskoj ubrzano približavao Jagićevu modelu, sve su jače djelovale silnice koje će potkopati bilo kakav pretežito morfonološki pravopis. Da je službeno usvojen 1860-ih do 1870-ih, Jagićev bi pravopis- iako se o tom može samo spekulirati- imao veliku šansu da ostane oficijelnim hrvatskim pravopisom. No, konzervativnost starijega naraštaja Iliraca, supostojanje nekoliko jezično-pravopisnh tipova, razvoj jugoslavenske ideologije u Hrvatskoj, te nastavak jezične politike pravopisnoga ujednačavanja koju su provodili visoki bečki krugovi, u konačnici je u doveo do pobjede škole pristaša jezičnih (no ne i nacionalnih) pogleda Vuka Karadžića, t.zv. “hrvatskih vukovaca” (Armin Pavić, Pero Budmani, Tomo Maretić, Mirko Divković, Ivan Broz, Franjo Iveković, ..) kojom je odbačen morfonološki i propisan fonološki pravopis, koji je u velikoj većini preskripcija ostao današnjim hrvatskim pravopisom.
Niz događaja uvjetovavših taj rezultat bio je: godine 1864. biskup Josip Juraj Strossmayer osniva “Jugoslavensku akademiju znanosti i umjetnosti” kao rasadište južnoslavenskoga kulturnoga zbližavanja i ujedinjavanja, s hrvatskim predznakom. Prepiska koju je 1925. objelodanio Stjepan Ivšić pokazuje da su na Strossmayera utjecajni bečki krugovi vršili pritisak da za glavnoga tajnika i urednika najambicioznijega Akademijina djela, golemog povijesnoga rječnika, imenuje glavnoga Karadžićeva nasljednika Đuru Daničića. Daničić je dotle, kao i njegov uzor Karadžić, zastupao pansrpsku ideologiju u kojoj je nijekao hrvatskost štokavštine, kao i djela napisanih u prethodnim stoljećima na njoj. Preduvjet za dolazak Daničića u Zagreb bijaše odricanje od jezičnoga velikosrbizma, što je on odmah i učinio u prvom radu JAZU 1867., priznavši štokavsku hrvatsku pismenost, pozivajući se na i obrađujući hrvatsku književnu baštinu, te službeno imenujući jezik “hrvatskim ili srpskim” u Zagrebu, a “srpskim ili hrvatskim” u Beogradu. Za uzvrat, prepušteno mu je, nakon pozitivnih recenzija njegova nacrta za uređivanje rječnika 1878. (među recenzentima su bili i Jagić, Miklošič, Veber-koji je bio i najkritičniji, ruski slavist Izmail Ivanovič Sreznjevski, te srpski Stojan Novaković) da rječnik uređuje po pravopisu skoro istovjetnom Karadžićevu. Prvi je svezak rječnika objavljen 1880. Da nije bilo tih jezičnopolitičkih igara o kojima su samo djelomice pisali Tomo Maretić, Stjepan Ivšić, Dalibor Brozović i drugi, današnji bi hrvatski pravopis vjerojatno bio bliži korijenskom, no o tom se može samo nagađati.
Godine 1878. Austro-Ugarska okupira Bosnu i Hercegovinu, a na snazi je u prvo vrijeme korijenski pravopis Zagrebačke škole. No, nakon nekoliko godina, prelazi se na fonološki pravopis sličan Karadžićevu (temeljno je djelo gramatika Sinjanina Frane Vuletića), a jedan od glavnih argumenata je da se u Hrvatskoj, “zemlji najstrožih etimologa” počinje snažnije osjećati utjecaj toga pravopisnoga tipa poglavito zbog Akademijina rječnika. Još prije, 1867., u kneževini Srbiji skinuta je zabrana s Karadžićeva pravopisa, a iste je godine tiskana u Beču na talijanskom jeziku gramatika “srpsko-hrvatskoga” jezika vukovca Pere Budmanija kao potencijalna temeljna gramatika za Dalmaciju koja je bila pod austrijskom upravom, te administrativno odvojena od sjeverne, banske Hrvatske (Hrvatska i Slavonija). Budmanijeva gramatika, namijenjena za dalmatinske škole s talijanskim kao primarnim jezikom, donosi paralelno karadžićevski jezični tip i onaj zagrebačke škole, pisane respektivno fonološkim i korijenskim pravopisom, ali izrijekom preferira fonološki pravopis. U tih je petnaestak godina, očito, nizom političkih poteza promovirano jezično ujednačavanje u sadašnjoj Hrvatskoj, Bosni i Hercegovini i Srbiji i to na principima fonološkoga pravopisa.
U banskoj je Hrvatskoj 1877. poseban odbor vijećao o mogućnosti opće pravopisne norme za škole, no iako su se usuglasili neki stavovi i prevladala koncepcija “umjerenoga etimološkoga” pravopisa, nije donesen nikakav konkretan zaključak o izradbi pravopisnoga priručnika, a vukovac Armin Pavić žestoko je ustrajao na tom da je “fonetički” izvorni hrvatski pravopis. Dio je sudionika zastupao preživjela stajališta Vebera, pa se kompromiserski došlo do preporuka o pravopisu nalik onomu kojeg je još prije predlagao Vatroslav Jagić, no u novonastalim prilikama sve su više jačale silnice jezično-pravopisne ujednake s karadžićevskim fonološkim tipom, jer je taj već vladao u obrenovićevskoj Srbiji (koja bijaše u austro-ugarskoj ekonomsko-kulturnoj sferi utjecaja), Bosni i Hercegovini, te, implicite, iako još ne službeno, i u Dalmaciji, gdje su dominirale vukovski koncipirane gramatike Budmanija i Ivana Danila. U sjevernoj Hrvatskoj rad je Daničića otvorio mogućnost za jačanje snaga protivnih prevlasti korijenskoga pravopisa, dok je madžaronska vlast bana Khuena Hedervaryja (1883. – 1903.) stvorila povoljno političko ozračje za ozakonjenje fonološkoga pravopisa, komu je znanstvenim temeljem poslužila velika Maretićeva monografija “Istorija hrvatskoga pravopisa latinskijem slovima”, 1889. 
U toj se knjizi, na preko 400 stranica, analizira slovopis i pravopis 95 hrvatskih pisaca i djela, od 1495. do 1835., na sva tri hrvatska narječja. Iako je očita tezičnost te studije, a kritike Maretićevom jednodimenzionalnom pristupu uputio je još Vatroslav Jagić, nesporno je da je Maretić ipak uspio pokazati da je u predilirskoj hrvatskoj pismenosti i književnosti ne samo postojao, nego i dominirao fonološki tip pisanja nad korijenskim, a iz većine se primjera dao iščitati i koji bi to tip fonološkoga pravopisa trebao biti. Tako je 1889. vlada odlučila da je za škole potreban jedan pravopis, zasnovan na fonološkim načelima, te povjerila Ivanu Brozu da ga izradi. On je to i učinio, i tako je 1892. tiskan njegov “Hrvatski pravopis”, kojim je u sjevernoj Hrvatskoj, a kasnije je to protegnuto i na Dalmaciju, uveden jedinstven pravopis za škole i kojeg je prihvatila većina hrvatske javnosti. Broz je svoj pravopis oblikovao većinom prama implicitnim propisima u pravopisnoj praksi Karadžića i Daničića, iako mu je glavni uzor bila “Nauka o pravopisu jezika hrvackoga ili srpskoga”, 1889., pravaškoga političara, etnografa i jezikoslovca Marcela Kušara, knjiga u kojoj su prvi put sustavno izložena pravila fonološkoga i korijenskoga pravopisa (Kušar je otišao dalje o Daničića u “fonetizaciji” pravopisa u prijedlozima poput – hrvacki, gracki, otstupiti,..). Brozov je pravopis bio umjeren jer je sačuvao neke odlike dotadašnjega pisanja (rastavljeni futur: 'pisat ću', izvorno pisanje stranih imena (Moliere, Goethe), nejednačenje po zvučnosti u nizu primjera: podcijeniti, odčepiti, odšetati..., a ostavljao je i dvojnosti kod pisanja množina topa letak/letci, mladac/mladci,..). Nakon Brozove smrti taj je pravopis nastavio izdavati Dragutin Boranić, ali uz sve veće ustupke unitarnim snagama u Hrvatskoj i izvan nje.

## Prijepori
Budući da je fonološki pravopis, uz praktički nikakav otpor, nametnula mađaronsko-khuenovska vlast, a njegovi su oblikovatelji i promicatelji bili jugounitarnom ideologijom zadojeni jezikoslovci, taj je pravopis, u očima nekih (valja reći manjine) hrvatskih kulturnih djelatnika (p)ostao simbolom nasilja nad hrvatskim jezikom i savijanja i uguravanja hrvatštine u jezik što ga je stilizirao srpski filolog, etnograf i ideolog Vuk Karadžić, a koji bijaše oblikovateljem moderne velikosrpske ideologije s dalekosežnim pretenzijama na hrvatsku jezičnu i općekulturnu baštinu. U tom je mentalnom sklopu fonološki pravopis izjednačen sa “srpskim” (pače, oktroiranjem ”vukovskoga” jezika koji je dobio ekskluzivno srpsku i velikosrpsku ekspanzionističku boju), a morfonološki s izvorno “hrvatskim” jezikom (iako je izgovorno načelo nazočno, pa i prevladavajuće u pretpreporodnoj, napose uzornoj dubrovačkoj hrvatskoj književnosti, a sam su hrvatski korijenski pravopis njegovi tvorci (Bogoslav Šulek, Adolfo Veber Tkalčević) “opravdavali” panslavenskim i općejužnoslavenskim ideološkim obrascima poput sličnosti u pravopisanju s ostalim slavenskim jezicima i željenim jezičnim ujedinjenjem, preko pravopisa, sa Slovencima).
Nakon stvaranje države Srba, Hrvata i Slovenaca 1918., ubrzo je došlo do splašnjavanja entuzijazma Hrvata za tu tvorevinu zbog mješavine korupcije, nametanja unitarnoga jugoslavenstva srpske “obojenosti”, a na jezičnom polju, osim bizarne pojave “mladoekavaca”, do sustavne politike nametanja srpskoga jezika na svim poljima, te tretmana hrvatskoga jezika kao provincijalnoga privjeska “srpsko-hrvatskom”, a zapravo srpskom ekavskom jeziku, na poljima od morfologije do frazeologije. To je dovelo do djelomičnoga oživljavanja interesa za korijensko pisanje kod nekih jezikoslova (Jozo Dujmušić, Marijan Stojković) kao navodno “pravoga” hrvatskoga pravopisa, tim prije što je najpopularnija hrvatska stranka, Radićeva HSS, u svojim glasilima često rabila neku vrstu korijenskoga pravopisa. Jezična politika išla je putom još jače “fonetizacije”, napose preko pravopisnoga priručnika vodećega srpskoga filologa Aleksandra Belića, koji je nametnut u doba Šestosiječanjske diktature, te postao poznat kao “oktroirani pravopis”. Propisi mu bijahu još udaljeniji od hrvatskih fonoloških jer je preskripcija bila: gratski, otšetati, sludžba, pretsednik, policiski,... Hrvatska se javnost, nakon, ustanovljenja Banovine Hrvatske 1939., odbacila jezično posrbljivanje i Broz-Boranićev pravopis vraćen je u službenu uporabu; također, objavljena je temeljna lingvistička rasprava o hrvatskome jeziku Razlike između hrvatskoga i srpskoga književnog jezika, te pokrenut časopis “Hrvatski jezik”. Znakovito je da je zlovolja zbog nametanja srpskih pravopisnih normi bila tolika da je Stjepan Ivšić bio prisiljen “braniti” fonološki pravopis, u tekstu “Etimologija i fonetika u našem pravopisu.” Hrvatski jezik, vol. I (1938). kao izvorno hrvatski, ilustirajući to nizom primjera iz starije hrvatske književnosti. Situacija je ipak ostala stabilna do poraza i raspada Jugoslavije u 2. svjetskom ratu.
Po slomu Jugoslavije u Travanjskom ratu 1941. i uspostave NDH, vodeći su hrvatski filolozi i književni povjesničari (Stjepan Ivšić,  Kruno Krstić, Petar Guberina, Petar Skok, Franjo Fancev, Dragutin Boranić, Tomo Matić,..) htjeli ostaviti Brozov pravopis kao eminentno hrvatski, uz manje dorade i modernizaciju. To je htio i “doglavnik”, književnik Mile Budak. Međutim, politički poraz Budaka, radikalizacija stanja u zemlji, te opsesija diktatora Pavelića razlikovanjem od srpskoga, pa i po cijenu žrtvovanja većeg dijela hrvatske jezične i književne baštine, doveli su do nametanja korijenskoga pravopisa nakon skoro pola stoljeća fonološkoga. Prvo je objavljen priručnik “Koriensko pisanje”, 1942., a kasnije kompletan “Hrvatski pravopis”, 1944., autora Adolfa Bratoljuba Klaića i Franje Cipre. Iako su novine i državne službe već 1941. ubrzano počele pisati korijenskim pravopisom, rezultati su bili loši: zbog naviknutosti na Brozov pravopis, tisak je obilovao pogreškama (n.pr., česti bijahu oblici kao piestnik, kutie, zmie, čteta, smiemo se, ..). Iako način pisanja dugoga jata nije imao veze s korijenskim, niti fonološkim pravopisom, povratak na pisanje dvoglasca ie za dugi jat (diete, mienjati,..) umjesto troslova ije (dijete, mijenjati) zauvijek je obilježio korijenski pravopis kao “korienski”, što je ironično, jer je pisanje dvoglasca ie bliže fonološkom načelu nego sadašnje bilježenje kao troslova, što u izgovoru ne odgovara hrvatskoj, zapadnoj (i)jekavici.
Glavna djela objavljena u NDH ipak bijahu ona na fonološkom pravopisu, ponajprije velika “Hrvatska enciklopedija” pod uredništvom Mate Ujevića; neka od rijetkih značajnih i trajnih djela objelodanjenih na korijenskom pravopisu bili su romani Zvonimira Remete i Envera Čolakovića, te prijelomna Kombolova “Poviest hrvatske književnosti do preporoda”, 1945. (ponovo tiskana fonološkim pravopisom 1961.), te prva cjelovita povijest hrvatske književnosti, “Hrvatska književnost od početka do danas, 1100–1941”, Slavka Ježića, koja nije bila te sreće, pa je poglavito zbog proskribiranoga korijenskoga pravopisa ponovo tiskana tek u samostalnoj Hrvatskoj 1993. 
Komunistički su partizani na svom području koristili Broz-Boranićev pravopis, a o tom je raspravljano i na zasjedanju ZAVNOH-a, što je jedinstven slučaj u europskoj povijesti: pravopisno je pitanje “rješavano” na najvišoj razini. Slom NDH značio je i trajan nestanak korijenskoga pravopisa, jer je većina djela i hrvatske političke emigracije (npr. “Hrvatska revija”) tiskana fonološkim pravopisom.

U doba komunističke Jugoslavije (1945. – 1991.). glede pravopisa jači su pristisci postojali tek nakon “dogovora” u Novom Sadu 1954., s pokušajem da se opet neki propisi približe srpskima (glavni je primjer pisanje otcijepiti, otčepiti prama hrvatskom ustaljenom odcijepiti, odčepiti), ali jakih pritisaka na samu fizionomiju pravopisa, izuzme li se hrvatsko ime (bilo je obvezatno pisati dvočlan nazivak “hrvatski ili srpski”, te “hrvatskosrpski”) nije bilo. Poznati pravopis Stjepana Babića, Božidara Finke i Milana Moguša iz 1971. uništen je zbog hrvatskoga imena, dok je u njemu bilo samo manjih povrataka na hrvatsku fonološku normu (odcijepiti itd.).
Nakon raspada SFRJ, osamostaljenja Hrvatske i smirivanja situacije poslije pobjede u ratu, pravopisne izmjene, do kojih je spontano počelo dolaziti već pri odlasku komunista s vlasti, još nisu dovršene. Naime, glavni su hrvatski pravipisci, među kojima je najistaknutiji Stjepan Babić, uveli manje izmjene od kojih su neke nazočne i u korijenskom pravopisu (množine podatci, pogodci mjesto podaci, pogoci), dok su ostale samo usustavljenje ili vraćanje na Brozovu tradiciju koju je prekinulo nasilno “zbližavanje” sa srpskim jezikom (vredniji mjesto vredniji, ne ću mjesto neću). To je podržalo i Vijeće za normu hrvatskoga standardnog jezika, dok je većina književne i lingvističke zajednice odbacila prijedloge o potrebi vraćanja na korijenski pravopis, ili o zamjeni pisanja dugoga jata s dvoslovom ie koji se javljaju krajem 20. i početkom 21. stoljeća. Općenito, postoji želja da se hrvatski pravopis jače približi i hrvatskoj pisanoj baštini koja nema uporišta u karadžićevskoj pravopisnoj normi i time potvrdi kontinuitet kako s predilirskom, tako i ilirskom pismenosti, te postigne veća razgovijetnost u pisanju (n.pr. prijedlozi poput podkategorija umjesto potkategorija, odhraniti umjesto othraniti: v. “Prinose rječnjaku i pravopisu hrvatskomu” I. B. Šamije), ali tu se radi samo o sitnijim doradama postojećega pravopisa. Tomu se odupiru razne struje, često upotrebljavajući retoriku pseudoantifašističke provenijencije (po tima bi svaka promjena pravopisa vladajućega u Jugoslaviji bila povratak na korijenski pravopis, koji je u tom diskursu izjednačen s Pavelićem i NDH), čime je korijenski pravopis “uskrsnuo” bar kao neojugoslavenski ideologem. Zbog svih tih prijepora hrvatski pravopis, iako u golemoj većini propisa stabilan, još nije do kraja usustavljen i općeprihvaćen na svim razinama i u svim funkcionalnim stilovima.

## Pravila korijenskog pravopisa
Pravila se korijenskoga pravopisa mogu detaljno iščitati iz djela A. B. Klaića "Koriensko pisanje", 1942., koje je dostupno preko vanjske poveznice

## Vanjske poveznice
- Vatroslav Jagić: Naš pravopis, 1864.
- Tomo Maretić: Istorija hrvatskoga pravopisa latinskijem slovima
- A.B.Klaić: Koriensko pisanje, 1942.
- HAZU: Stari pisci hrvatski  Arhivirana inačica izvorne stranice od 20. travnja 2012. (Wayback Machine)
- Ivan Broz: Hrvatski pravopis, 1893.